# Freak Power
Pour les articles homonymes, voir Power.
Freak Power était un groupe britannique d'acid jazz, de soul et de funk. Le groupe a été fondé par Norman Cook (qui sera connu plus tard sous le nom de Fatboy Slim), Ashley Slater et Jesse Graham.

## Discographie
- 1993 - Turn on, tune in, cop out (s'enflammer ; s'engager ; se défiler). Leur tube le plus célèbre.
- 1994 - Drive Thru Booty
- 1996 - More of Everything for Everybody